# Јорма Валкама
Јорма Рајнер Валкама (фин. Jorma Rainer Valkama; Виборг, 4. октобар 1928 — Холола, 11. децембар 1962) био је фински атлетичар, специјалиста за скок удаљ. Троструки је учесник олимпијских игара, освајач олимпијске медаље, вишестуки првак и рекордер Финске.

## Спортска биографија
Учествовао је на Летњим олимпијским играма 1952. у Хелсинкију, 1956. у Мелбурну и 1960. у Риму. Најуспешнији је био у Мелбурну где је освојио бронзану медаљу, једину медаљу коју је Финска освојила у скоку удаљ. Валкама је 10 пута освојио првенство финске у скоку удаљ 1951—1959 и 1961.
Два пута је био национални рекордер у скоку удаљ:
7,55 - Хелсинки 9.11.1954
7,77 - Турку 16.9.1956
Последње такмичење на којем је учествовао било је Европско првенство 1962. у Београду. У децембру исте године погинуо је у саобраћајној несрећи у Хололи у 34 години.

## Значајнији резултати
| Година | Такмичење          | Град     | Пласман | Резултат |
| ------ | ------------------ | -------- | ------- | -------- |
| 1952   | Олимпијске игре    | Хелсинки | 17.     | 6,97     |
| 1956   | Олимпијске игре    | Мелбурн  |         | 7,46     |
| 1958   | Европско првенство | Стокхолм | 6.      | 7,45     |
| 1960   | Олимпијске игре    | Рим      | 5.      | 7,63     |
| 1962   | Европско првенство | Београд  | 12.     | 6,78     |